# Wikiradio
Wikiradio è un programma radiofonico italiano, in onda su Rai Radio3 dal  24 ottobre 2011. Viene trasmesso dal lunedì al venerdì dalle 14:00 alle 14:30.
Si tratta di lezioni divulgative su vari argomenti tenute da un nutrito gruppo di esperti, essenzialmente storici e critici, competenti sul tema che viene loro affidato.
In ciascuna puntata viene approfondito un evento storico o un personaggio scelto tra quelli che hanno l'anniversario (nel caso dei personaggi di morte o di nascita, o anche di un momento saliente della loro vita) proprio in quel giorno.
Il montaggio, a cura della redazione, integra e arricchisce la narrazione con l'inserimento di spezzoni audio (radio, cinema, musica, archivi audiovisivi italiani e stranieri, ecc.) che illustrano meglio l'esposizione rendendo l'ascolto più fluido e piacevole e aggiungendo altresì curiosità e interrogativi capaci di stimolare negli ascoltatori un bisogno di approfondimento. 
Il nome ricorda volutamente Wikipedia, infatti il programma auspica di creare una libera enciclopedia di voci narranti.
La sigla del programma è Bah!, di Filippo Paolini, conosciuto col nome d'arte di Økapi.

## Staff
Loredana Rotundo editor, autore e regista Rai dal 1991 cura il programma dal 2012.  In redazione si  sono alternati negli anni: Antonella Borghi  Clementina Palladini, Giancarlo Mancini, Francesca Zammarelli, Roberta Vespa,  Ornella Bellucci, Marcello Anselmo, Natascia Cerqueti  e Maddalena Gnisci